# Geoffrey Blake (Leichtathlet)
Geoffrey Blake (Geoffrey Noel „Geoff“ Blake; * 9. April 1914; † 1991) war ein britischer Sprinter.
Bei den British Empire Games 1934 in London schied er über 440 Yards im Halbfinale aus und gewann mit der englischen 4-mal-440-Yards-Stafette Gold.